# Peter Jung (Schriftsteller)
Peter Jung (* 3. April 1887 in Zsombolya, Königreich Ungarn, Österreich-Ungarn; † 24. Juni 1966 in Jimbolia, Volksrepublik  Rumänien) war ein rumäniendeutscher Lyriker und Publizist.

## Leben
Peter Jung, als Sohn eines Arbeiters 1887 in Zsombolya geboren, übte bis 1914 verschiedene Berufe in Budapest aus. Nach der Kriegsteilnahme kehrte er in seine Heimat zurück und war ab 1920 Journalist und Redakteur bei der 1888 gegründeten bürgerlich-nationalen Hatzfelder Zeitung, dem Sprachrohr der deutschen Bewegung des Banats. Daneben schrieb er für zahlreiche weitere deutschsprachige Zeitungen im Banat und in Siebenbürgen.
Neben seiner journalistischen Tätigkeit war Jung ein äußerst produktiver Dichter. Im Laufe seines Lebens verfasste er mehr als 12.000 Gedichte, von denen zu seinen Lebzeiten jedoch nur eine Handvoll 1961 in dem Band Heidesymphonie veröffentlicht wurde. Seine Lyrik zeichnet sich durch einfache Sprache und vorwiegend traditionelle Form aus, in der er auf idealisierende Weise seine Heimat Hatzfeld und das Banat beschreibt. Er gilt als einer der bedeutendsten Heimatdichter der Banater Schwaben. Sein Gedicht „Mein Heimatland, Banaterland“ wurde zunächst von Wilhelm Ferch, später von Josef Linster vertont und gilt als Hymne der Banater Schwaben.

## Werke
- Stunde der heimischen Kunst. Hrsg. v. d. Wehrgemeinschaft schwäbischer Künstler und Kunstfreunde. Hatzfeld: Johann Schmidt Verlag 1943.
- Heidesymphonie. Verse aus vier Jahrzehnten.Bukarest: Literatur-Verlag 1961.
- Das Land, wo meine Wiege stand. Hrsg. v. Franz Th. Schleich. Temeswar 1980.
- Das Buch der Heimat: Gedichte. Hrsg. von Nikolaus Horn. HOG Hatzfeld [2013?].